# مامادو ساماسا (بازیکن فوتبال، زاده ۱۹۹۰)
مامادو ساماسا (انگلیسی: Mamadou Samassa؛ زادهٔ ۱۶ فوریهٔ ۱۹۹۰) بازیکن فوتبال اهل فرانسه است که به عنوان دروازه‌بان برای تیم لاوالوا در لیگ 2 بازی می‌کند.
از باشگاه‌هایی که در آن بازی کرده‌است می‌توان به باشگاه فوتبال گنگام، باشگاه فوتبال سیواس‌اسپور، و باشگاه فوتبال تروا اشاره کرد.
وی همچنین در تیم‌های ملی فوتبال زیر ۱۸ سال فرانسه، زیر ۱۹ سال فرانسه، زیر ۲۰ سال فرانسه، و مالی بازی کرده‌است.